# Northmoor (Oxfordshire)
Pour les articles homonymes, voir Northmoor.
Northmoor est une paroisse civile et un village de l'Oxfordshire, en Angleterre.